# Klostermedizin
Unter Klostermedizin versteht man die „Heilkunde des 6. bis 12. Jahrhunderts, die im Abendland weitgehend von Mönchen ausgeübt wurde“. Die Klostermedizin war somit ein Teil der mittelalterlichen Medizin und basierte vor allem auf der Phytotherapie. Der Begriff, früher auch beschrieben mit den Bezeichnungen „Mönchsmedizin“, „monastische Medizin“ und „Klerikermedizin“, wurde geprägt, weil seit dem Frühmittelalter die Hospitäler von den Klöstern betrieben wurden. Mönche und Nonnen verfügten über grundlegende Kenntnisse zur Heilwirkung von Kräutern und Heilpflanzen. Klosterschulen wie die von Fulda, Reichenau, St. Gallen, Chartres und Tours waren von etwa 800 bis 1050, der Periode der Karolingischen Medizin, für die allgemeine und medizinische Bildung von Bedeutung. Die Medizin des Mittelalters innerhalb wie außerhalb der Klöster baute auf den Lehren von Hippokrates und Galenos auf und basierte vor allem auf der Humoralpathologie, also der Lehre von den Körpersäften.
Klostermedizin ist ein Begriff für eine Epoche der Medizingeschichte und wird von Wissenschaftlern nicht als Synonym für alternative Heilverfahren verwendet, auch nicht für die so genannte Hildegard-Medizin.

## Historischer Hintergrund
Nach dem Zusammenbruch des weströmischen Reichs und durch die Unsicherheiten der sich neu bildenden christlichen Kultur in Europa kam es zu Umbrüchen in der Kultur und der Zivilisation, auch zum Verschwinden des bis dahin bestehenden medizinischen Systems, der Medizin des Altertums. Während die altgriechische Medizin in der byzantinischen Medizin fortlebte, konnten im lateinischen Westeuropa nur Bruchstücke gerettet werden. Die germanischen Stammesrechte handelten mitunter verschiedene Probleme der Heilkunde ab, die sowohl Elemente aus der antiken wissenschaftlichen Medizin als auch aus der heidnisch-religiösen germanischen Heilkunde aufwiesen. Diese bestand wiederum aus einfachen Rezepten, aber auch Zaubersprüchen, Beschwörungen, Segen und Gebeten.
Als Klostermedizin wird in der Medizingeschichte die Zeit vom Frühmittelalter bis zum Hochmittelalter bezeichnet. Die Hauptphase dauerte vom 8. bis Mitte des 12. Jahrhunderts. In dieser Zeit lag die medizinische Versorgung in Europa vor allem in den Händen von Mönchen und Nonnen. Im Westen galt Medizin in dieser Zeit als Handwerk und als angewandte Theologie, es gab außerhalb der Klöster keine Ausbildung für Ärzte. Krankheiten galten als von Gott gesandt, auch die Epidemien wie die Pest. Eine Heilung ohne Gottes Hilfe galt als unmöglich.

## Entwicklung der Klostermedizin
Bereits in den um 325 entstandenen Mönchsregeln des Pachomius wird die Pflege kranker Mitbrüder erwähnt. Etwa 527 gründete Benedikt von Nursia das erste Kloster auf dem Monte Cassino. In seiner Ordensregel (Regula Benedicti) legte er fest, dass die Krankenpflege die wichtigste Aufgabe der Mönche sei. Jedes Kloster sollte dafür einen eigenen Raum einrichten und einen Mönch (als Mönchsarzt) ausbilden, den Infirmar. Damit übernahmen die Klöster zu Beginn ihres Auftretens eine soziale Aufgabe für die Allgemeinheit. Das dahinter stehende Prinzip war die Barmherzigkeit (caritas). Diese Regel Benedikts war die Basis der Klosterheilkunde. Papst Gregor der Große befand die Regula Benedicti für vorbildlich und erklärte sie daher für alle katholischen Orden für verbindlich. Auch der spätantike Gelehrte und Kanzler des fortschrittlichen Ostgotenkönigs Theoderich in Ravenna Flavius Magnus Aurelius Cassiodorus forderte um 560, dass Mönche heilkundliches Grundwissen haben sollten. Cassiodorus war dem Benediktinerorden beigetreten, schuf Grundlagen für das mittelalterliche Bildungswesen und gründete das Kloster Vivarium. Der Orden des Heiligen Lazarus, der Orden des Johannes und andere Orden gründeten zahlreiche Spitäler, wo Kranke ebenso wie Arme und Alte Zuflucht fanden.
Während etwa Bischof Gregor von Tours im Merowingerreich noch skeptisch gegenüber der Medizin war, förderte der Karolinger Kaiser Karl der Große die Heilkunde seiner Zeit, indem er ein Gesetz erließ, das Klöstern und auch Städten das Anlegen von Kräutergärten und die darin zu züchtenden Pflanzen verbindlich vorschrieb (capitulare de villis). Der so genannte St. Galler Klosterplan, der erhalten ist, zeigt die ideale Anlage eines Klostergartens; für jede Heilpflanze wurde ein eigenes Beet angelegt. Es handelte sich um 16 Pflanzen. Der Abt des Benediktiner-Klosters Reichenau, Walahfrid Strabo (808–849), beschreibt in seinem Lehrgedicht Hortulus 24 Pflanzen. Zu den Heilpflanzen gehörten unter anderem Salbei, Wermut, Fenchel, Schlafmohn, Liebstöckel, Kerbel, Flohkraut, Betonie, Rettich und Minze. Zu den namentlich bekannten Mönchsärzten gehörten etwa Notker II. und Iso von St. Gallen im Benediktinerkloster St. Gallen.
Die Mönche und Nonnen verfügten (z. B. mit dem in vielen Klöstern bereitgestellten umfangreichen Werk des Isidor von Sevilla) über wissenschaftliche und heilkundliche Literatur, sammelten Erfahrungswissen im Umgang mit den Heilkräutern und gaben ihr Wissen innerhalb der jeweiligen Klöster weiter. Jahrhundertelang waren außerhalb der Klöster keine ausgebildeten Mediziner tätig. Auf dem Konzil von Aachen wurde 817 die Ausübung der Krankenpflege zudem vor allem den Mönchen und Nonnen zugewiesen, wodurch auch die Entstehung von Klosterhospitälern als organisierte Einrichtungen der medizinischen Versorgung, zum Teil auch unter Mitwirkung von Mönchsärzten (Klosterärzten), bis zum Konzil von Clermont von 1130, das den Mönchen zumindest offiziell ärztliche Tätigkeiten untersagte, begünstigt war. In der Bevölkerung existierte eine zum Teil von Aberglauben geprägte Volksmedizin, die aber – wie auch das Werk von Plinius dem Älteren – Eingang in die Klostermedizin fand. Außerdem gab es Handwerksärzte, zu denen die Bader und die Scherer in den Badehäusern gehörten.
Die Klostermedizin fand einen Höhepunkt im Werk Hildegards von Bingen im zwölften Jahrhundert, die fest an Gott als endgültige Heilung aller Krankheit glaubte.
Im Hochmittelalter wurde in Salerno eine der ersten medizinischen Universitäten in Europa gegründet. Von Spanien, wo das breite Wissen der orientalischen Medizin auf die abendländische Kultur traf, ging langsam eine Akademisierung der Laienmedizin aus. In Bologna wurde 1111 eine der ersten medizinischen Universitäten gegründet, 1187 folgte Montpellier, dann Paris. Im 13. Jahrhundert wurde die ärztliche Approbation eingeführt. In der Zeit der Renaissance verlor die Klostermedizin (fachsprachlich auch als Präsalernitanische Medizin oder vorsalernitanische Medizin bezeichnet) allmählich ihre Vorrangstellung gegenüber Laienheilern. Albertus Magnus bemühte sich darum, das Wissen der Klosterheilkunde mit der Medizin zu verbinden.
Auf Grund der Reformation wurden in Nordeuropa viele Klöster geschlossen, während der Gegenreformation entstanden jedoch wiederum neue. In dieser Zeit entstanden die Klosterapotheken, in denen vor allem Heilkräuter verkauft wurden. Diese stellten jedoch eine Konkurrenz zu den weltlichen Apotheken dar, so dass mancherorts die Klosterapotheken verboten wurden. Heute befindet sich nach wie vor, aufbauend auf der Tradition der Klosterspitäler, ein Teil der Krankenhäuser in kirchlicher Trägerschaft.

## Werke zur Klostermedizin
Die Heilkundigen in den Klöstern sammelten erhaltene medizinische Werke antiker Autoren, schrieben sie ab und bauten auf diesem Wissen auf. Das wichtigste antike Werk zur Kräuterheilkunde war die Materia medica (Arzneimittellehre) des griechischen Arztes Dioskurides, das fünf Bände umfasst und Heilmittel überwiegend pflanzlicher, aber auch mineralischer und tierischer Herkunft beschreibt. Das älteste erhaltene Werk zur mittelalterliche Klostermedizin ist das Lorscher Arzneibuch, eine Handschrift aus der Zeit Karls des Großen (um 795). Es wurde im Kloster Lorsch bei Worms geschrieben. Der Hauptteil besteht aus Rezeptsammlungen. Wir finden in diesem Arzneibuch den wohl frühesten Versuch zur Kostendämpfung im Gesundheitswesen, indem empfohlen wird, anstelle der teuren Kräuter aus dem Orient ebenso wirksame einheimische Kräuter zu verwenden. Außerdem wird in dem Buch die Forderung erhoben, dass nicht nur Reichen, sondern auch Armen die Heilkunst zugänglich sein müsse (Prinzip der Umverteilung durch sozial gestaffelte Arztgebühren).
Im 11. Jahrhundert schrieb der Mönch Odo Magdunensis das Werk Macer floridus, das in ganz Mitteleuropa zu einem Standardwerk der Kräuterheilkunde wurde und damals so bekannt war wie heute die Schriften der Hildegard von Bingen, deren Kräuterheilkunde im Mittelalter wenig Beachtung fand. Das Werk beschreibt knapp 80 Heilpflanzen und die ihnen zugeschriebenen Wirkungen. Im Hochmittelalter wurde eine medizinische Schule in Salerno gegründet, in der einige medizinische Werke entstanden, darunter im 12. Jahrhundert das Circa instans, das rund 270 Pflanzen behandelt. Das Werk wurde (und wird) dem aus einer an der Medizinschule von Salerno tätigen Ärztefamilie stammenden Salerner Autor Matthaeus Platearius zugeschrieben, die Urheberschaft ist jedoch in der Fachwelt umstritten.
Mit einem Deutsch und Latein vermengenden Text verfasste ein oberdeutscher Klerikerarzt etwa um 1100 das aus Regensburg stammende sogenannte Innsbrucker Arzneibuch, welches vorsalernitanische Quellen (z. B. Sextus Placitus Papyrensis, Marcellus Empiricus und Plinius der Ältere) benutzt und mit seinen praktischen, nicht allzu umfangreichen Anweisungen als typisch für die von Klöstern verwendeten Rezeptsammlungen gelten kann.
Zwischen 1150 und 1160 verfasste Hildegard von Bingen ihre Abhandlungen zur Heilkunde, die unter den Namen Physica und Causae et curae (deutsch: „Ursachen und Behandlungen“) bekannt geworden sind. Sie selbst schrieb den Inhalt dieser Werke nach Aussage der Biografen göttlicher Eingebung zu. Teilweise werden darin bereits vorher beschriebene Behandlungen aufgenommen, einiges war aber völlig neu, auch einige Pflanzen galten bis dahin nicht als heilend, zum Beispiel die Ringelblume, Calendula officinalis. Die Physica besteht aus neun Bänden, zwei davon sind den Kräutern gewidmet, eines der Heilkraft der Bäume, andere verschiedenen Tieren, Edelsteinen und Metallen. Hildegard von Bingen hat auf der Basis der Säftelehre eine eigenständige medizinische Theorie entwickelt, die für das Mittelalter einmalig war.
Von etwa 1300 bis 1400 war vor allem das aus unterschiedlichen Quellen gespeiste und als Bartholomäus bezeichnete deutschsprachige Arzneibuch eines Verfassers aus dem ostmitteldeutschen Raum von großem Einfluss auch auf die Klostermedizin.
Praktisch alle Bereiche der Klostermedizin behandelt auch eine zwischen 1300 und 1350 entstandene und bis ins 16. Jahrhundert verbreitete und etwa in oberdeutschen Klöstern benutzte Sammelhandschrift, welche als Korpus der Klostermedizin bezeichnet wird.
Im deutschsprachigen Raum erlangte der Gart der Gesundheit, das 1485 von dem Arzt Wonnecke von Kaub geschrieben wurde, noch größere Bedeutung. Quellen waren u. a. der Macer floridus und das Circa instans. Das Buch wurde mehrfach neu aufgelegt und diente wiederum als Quelle für andere Kräuterbücher des 16. Jahrhunderts, etwa von Rößlin 1533, Lonitzer 1551 sowie Tabernaemontanus 1588.

## Forschung
In Deutschland gibt es die Forschergruppe Klostermedizin GmbH, die aus einer am Institut für Geschichte der Medizin der Universität Würzburg 1999/2000 von Gundolf Keil und Franz-Christian Czygan eingerichteten Forschungsgruppe „Klostermedizin“ hervorgegangen ist und nach dem Ausscheiden von Keil 2010 durch Johannes G. Mayer in die außeruniversitäre Forschergruppe Klostermedizin umgewandelt wurde. Zu den Mitgliedern gehören Mediziner, Botaniker, Chemiker, Pharmazeuten, Philologen und Historiker (siehe auch Franz-Christian Czygan, Konrad Goehl und Hermann Josef Roth). Das Forschungsziel ist es, das von den Mönchen und Nonnen gesammelte Erfahrungswissen systematisch zu erfassen und der Öffentlichkeit, aber auch der modernen Medizin zugänglich zu machen. Dafür werden zunächst die lateinischen Texte übersetzt, ehe die beschriebenen Pflanzen wissenschaftlich untersucht werden.